# Comuna Bunești, Suceava
Bunești este o comună în județul Suceava, Bucovina, România, formată din satele Bunești (reședința), Petia, Podeni, Șes și Uncești.
Satul Bunești a fost localitate de frontieră după anexarea Bucovinei de către Imperiul Habsburgic în 1774. La 14 decembrie 1886 a fost înființat în satul Bunești un oficiu vamal austriac; clădirea fostului pichet de grăniceri se mai păstrează și astăzi, aici funcționând primăria comunei. În noiembrie 1918 Bucovina s-a unit cu România, iar satul Bunești a devenit parte a României. Localitatea Bunești este formată prin unirea fostelor sate Bunești-Bucovina și Bunești-Regat, despărțite de Pârâul Graniței. 
Până la reforma administrativă din 1950 comuna Bunești (cu excepția satelor Bunești-Bucovina, Podeni și Șes) a făcut parte din județul Baia.

## Obiective turistice
- Vama Veche din Bunești - clădire monument istoric (SV-II-m-B-05505), datând din 1800 [5]; astăzi aici se află sediul Primăriei comunei Bunești

## Descrierea stemei
Stema comunei Bunești se compune dintr-un scut albastru, cu un brâu crenelat, pe ambele părți, roșu. În partea superioară a scutului se află o creangă de măr înflorită, cu vârful spre stânga. În partea inferioară, doi pești unul sub altul, cel de jos conturnat, toate din argint. Scutul este timbrat cu o coroană murală cu un turn de argint.
Semnificațiile elementelor însumate:
Propunerea de stemă a comunei Bunești asigură concordanța elementelor acesteia cu specificul economic, social, cultural și tradiția istorică ale comunei, respectând tradiția heraldică a acestei zone și legile științei heraldicii.
Coroana murală cu un turn de argint semnifică faptul că așezarea este comună.

## Demografie
Componența etnică a comunei Bunești
     Români (94,53%)
     Alte etnii (0%)
     Necunoscută (5,47%)
Componența confesională a comunei Bunești
     Ortodocși (86,92%)
     Penticostali (4,86%)
     Baptiști (1,52%)
     Alte religii (0,98%)
     Necunoscută (5,73%)
Conform recensământului efectuat în 2021, populația comunei Bunești se ridică la 2.759 de locuitori, în creștere față de recensământul anterior din 2011, când fuseseră înregistrați 2.348 de locuitori. Majoritatea locuitorilor sunt români (94,53%), iar pentru 5,47% nu se cunoaște apartenența etnică. Din punct de vedere confesional, majoritatea locuitorilor sunt ortodocși (86,92%), cu minorități de penticostali (4,86%) și baptiști (1,52%), iar pentru 5,73% nu se cunoaște apartenența confesională.

## Politică și administrație
Comuna Bunești este administrată de un primar și un consiliu local compus din 11 consilieri. Primarul, Ioan Ștefan[*], de la Partidul Social Democrat, este în funcție din octombrie 2020. Începând cu alegerile locale din 2024, consiliul local are următoarea componență pe partide politice:
|  | Partid                    | Consilieri | Componența Consiliului | Componența Consiliului | Componența Consiliului | Componența Consiliului | Componența Consiliului | Componența Consiliului |
|  | ------------------------- | ---------- | ---------------------- | ---------------------- | ---------------------- | ---------------------- | ---------------------- | ---------------------- |
|  | Partidul Social Democrat  | 6          |                        |                        |                        |                        |                        |                        |
|  | Partidul Național Liberal | 5          |                        |                        |                        |                        |                        |                        |

## Imagini

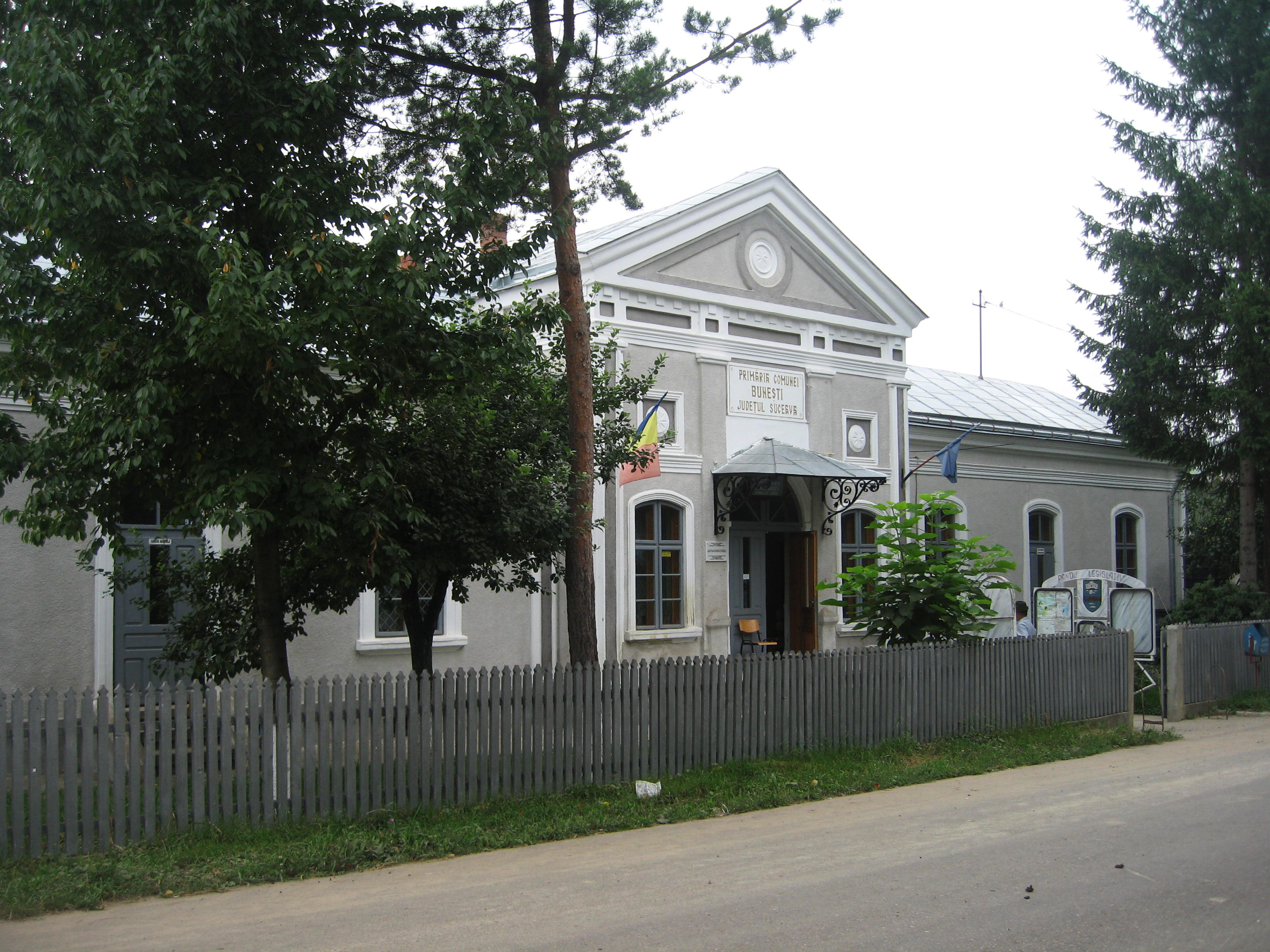
Primăria din Buneşti funcţionează în clădirea fostului pichet de grăniceri
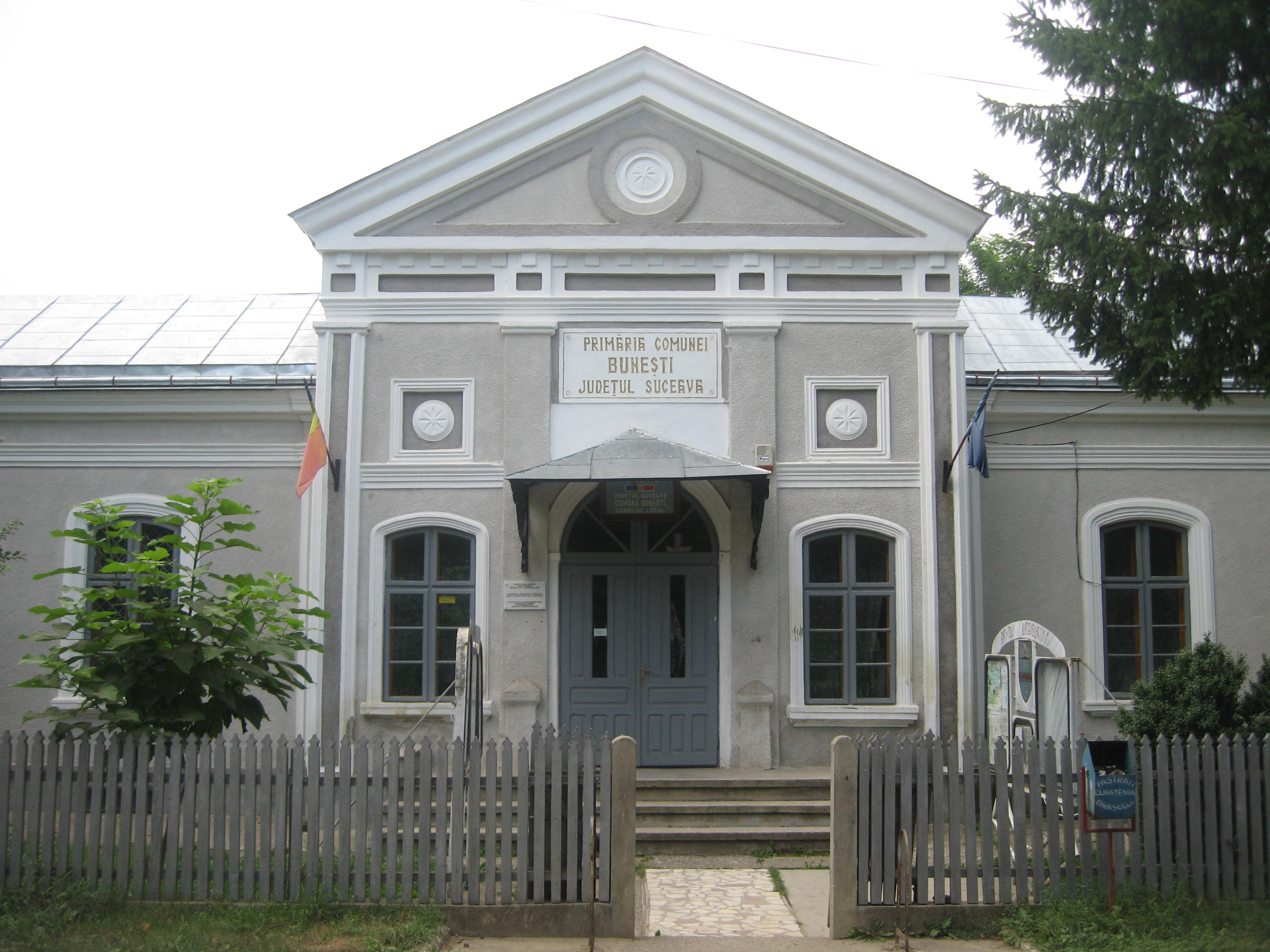
Primăria din Buneşti